# Rue Robert-Borios
La rue Robert-Borios (en occitan : carrièra Robert Borios) est une voie de Toulouse, chef-lieu de la région Occitanie, dans le Midi de la France.

## Situation et accès

### Description
La rue Robert-Borios est une voie publique de Toulouse. Elle se trouve dans le quartier des Chalets.
Elle naît perpendiculairement à la rue de la Concorde. Longue de 203 mètres et large de 8 mètres, orientée au nord-est et tout à fait rectiligne, elle rencontre successivement la rue des Roziers, puis la rue du Capitaine-Paul-Escudié. Elle se termine au carrefour de la rue Saint-Hilaire, face à l'entrée de l'église du même nom (actuel no 19 bis rue Saint-Hilaire).
La chaussée compte une seule voie de circulation automobile en sens unique, de la rue de la Concorde vers la rue Saint-Hilaire. Elle appartient à une zone 30 et la vitesse y est limitée à 30 km/h. Il n'existe pas de bande, ni de piste cyclable, quoiqu'elle soit à double-sens cyclable.

### Voies rencontrées
La rue Robert-Borios rencontre les voies suivantes, dans l'ordre des numéros croissants (« g » indique que la rue se situe à gauche, « d » à droite) :
1. Rue de la Concorde
2. Rue des Roziers
3. Rue du Capitaine-Paul-Escudié
4. Rue Saint-Hilaire

## Odonymie
Le 30 novembre 1945, le conseil municipal donne à la rue le nom de Robert Borios (1919-1944). Né à Toulouse, il est le fils de Samson Borios, propriétaire du grand café du même nom, un des grands cafés de la place du Capitole (actuelle Brasserie des Arcades, no 14), mais aussi directeur des Piscines et du Stadium municipal, et secrétaire général du Stade toulousain. Après ses études au lycée de garçons (actuel lycée Pierre-de-Fermat), Robert choisit de faire carrière dans la gendarmerie. Durant la Seconde Guerre mondiale, il est capitaine de gendarmerie à Foix. À partir de 1943, il renseigne la Résistance et fournit de faux papiers d'identité aux personnes qui veulent franchir la frontière espagnole. En janvier 1944, il a le grade de lieutenant FFI dans le réseau « « Libérer et Fédérer ». Mais, le 17 juin 1944, il est arrêté par la Gestapo à la suite d'une dénonciation et incarcéré à la prison Saint-Michel. Le 3 juillet 1944, il est déporté comme de nombreux internés du camp du Vernet et de la prison Saint-Michel par le « train fantôme ». Alors que le convoi est bloqué à Bordeaux et les déportés enfermés au fort du Hâ et à la synagogue de la ville, il fait partie d'un groupe de prisonniers qui sont fusillés le 1er août 1944 au camp de Souge,.
La rue était connue, depuis son ouverture en 1865, comme la rue Saint-Érembert, en hommage au saint de ce nom, évêque de Toulouse au milieu du VIIe siècle. D'ailleurs, plusieurs rues des quartiers Matabiau et des Chalets, toutes percées au XIXe siècle, portent le nom de saints et de saintes des premiers siècles du christianisme liés à Toulouse et à sa région : la rue Saint-Dominique, la rue Saint-Germier, la rue Saint-Hilaire, la rue Saint-Honest, la rue Saint-Honoré (actuelle rue Édouard-Dulaurier), la rue Saint-Hubert, la rue Saint-Lazare (actuelle rue Claire-Pauilhac), la rue Sainte-Marthe, la rue Saint-Orens, la rue Saint-Papoul et la rue Saint-Sylvain (actuelle rue Joseph-Bosc).

## Patrimoine et lieux d'intérêt
- no  9 : maison toulousaine (deuxième moitié du XIXe siècle)[12].
- no  23 : immeuble (1923)[13].